# Подчахи (Мазовецьке воєводство)
Подчахи (пол. Podczachy) — село в Польщі, у гміні Пацина Ґостинінського повіту Мазовецького воєводства.
Населення — 198 осіб (2011).
У 1975-1998 роках село належало до Плоцького воєводства.

## Демографія
Демографічна структура станом на 31 березня 2011 року:
|          | Загалом | Допрацездатний вік | Працездатний вік | Постпрацездатний вік |
| -------- | ------- | ------------------ | ---------------- | -------------------- |
| Чоловіки | 110     | 14                 | 90               | 6                    |
| Жінки    | 88      | 12                 | 51               | 25                   |
| Разом    | 198     | 26                 | 141              | 31                   |